# 김민준 (1994년 1월)
김민준(한국 한자: 金敏俊, 1994년 1월 27일 ~ )은 대한민국의 축구 선수이며 포지션은 윙어이다. 현재 K3리그의 김해시청에서 활약하고 있다.

## 선수 생활
김민준은 청주시 청남초등학교 축구부에서 축구를 시작하여, 이후 전라남도 광양시의 광양제철중학교, 광양제철고등학교에서 축구를 배웠다. 이후 한남대학교 축구부에서 대학 무대를 경험했다. 대한민국 U-17 대표팀과 대한민국 U-20에 발탁된 바 있으며, 각각 3경기씩 출장하였다.
2016년 12월 28일 김민준은 K리그 클래식 강원 FC에 신인 자유계약으로 입단하였다. K리그 클래식 2017 시즌 4라운드 울산 현대와의 경기에서 선발 투입되며, 프로 데뷔전을 가졌다. 이후 출장 기회를 잘 받지 못하고, R리그에서 주로 활약하였다. 구단이 상위 스플릿을 확정 지은 이후, 33라운드부터 6경기 연속 선발출장하였다.
2018시즌을 앞두고 내셔널리그의 부산교통공사로 임대되었다.